# Бельтгайм
Бельтгайм (нім. Beltheim) — громада в Німеччині, розташована в землі Рейнланд-Пфальц. Входить до складу району Рейн-Гунсрюк. Складова частина об'єднання громад Кастеллаун.
Площа — 24,85 км2. Населення становить 1967 ос. (станом на 31 грудня 2020).